# Gina Haspel
Gina Cheri Walker Haspel (nasceu a 1 de outubro de 1956) é uma oficial de inteligência americana que serviu como diretora da Agência Central de Inteligência (CIA) de 2018 a 2021. Ela é a primeira mulher a ocupar o cargo de forma permanente e foi anteriormente a vice-diretora sob a chefia de Mike Pompeo durante o início da presidência de Donald Trump.
Ela tornou-se diretora interina após a renúncia de Pompeo para se tornar secretário de Estado dos Estados Unidos e foi indicada pelo presidente Donald Trump para se tornar a diretora oficial da CIA. A 17 de maio de 2018, ela foi confirmada como Diretora da CIA, tornando-se assim a primeira mulher Diretora da CIA na história.  Ela foi oficialmente empossada a 21 de maio de 2018. Também foi a segunda vice-diretora da agência.

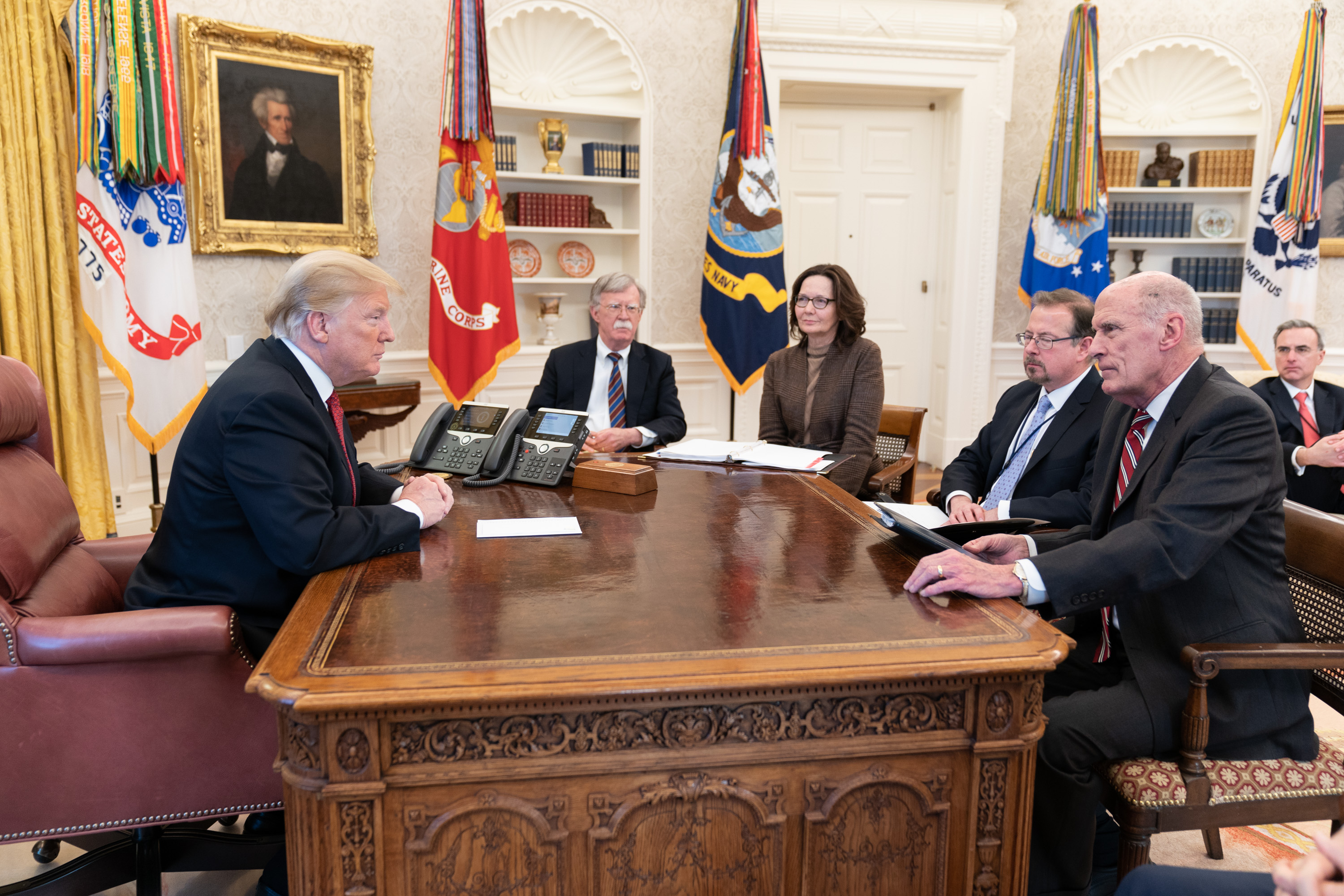
Gina Haspel, em reunião com o Presidente Donald J. Trump

Haspel atraiu polêmica por seu papel como chefe de um site negro da CIA na Tailândia em 2002, do qual prisioneiros foram torturados[carece de fontes?] com as chamadas "técnicas aprimoradas de interrogatório", incluindo afogamento.  Naquela época, a administração Bush considerava as técnicas legais com base em um conjunto de opiniões legais secretas, agora rescindidas, que definiam amplamente a autoridade executiva e definiam de maneira restrita a tortura. O envolvimento de Haspel em técnicas de tortura foi confirmado em agosto de 2018, quando um processo de Liberdade de Informação pelo Arquivo de Segurança Nacional baseado na Universidade George Washington trouxe à tona casos da CIA autorizados por ou escritos de Haspel enquanto chefe da base no black site da Tailândia. Os telegramas descrevem atos de tortura física deliberada de detidos, incluindo afogamento e confinamento.[carece de fontes?]